# Micaela Navarro
Micaela Navarro Garzón, née le 2 septembre 1956 à Andújar, est une femme politique espagnole membre du Parti socialiste ouvrier espagnol (PSOE).
Elle est présidente du PSOE du 27 juillet 2014 au 28 septembre 2016.

## Biographie

### Débuts en politique
Puéricultrice, elle milite d'abord au sein des mouvements citoyens dans son quartier de Puerta de Madrid, à Andújar.
Elle rejoint par la suite le Parti socialiste ouvrier espagnol et se fait élire au conseil municipal de la ville en mai 1991. Elle est alors nommée conseillère, chargée des Femmes et des Services sociaux, puis elle intègre en 1994 la commission exécutive du PSOE de la province de Jaén.
Elle est réélue aux municipales de mai 1995 et reconduite dans ses fonctions.

### Élection au Sénat

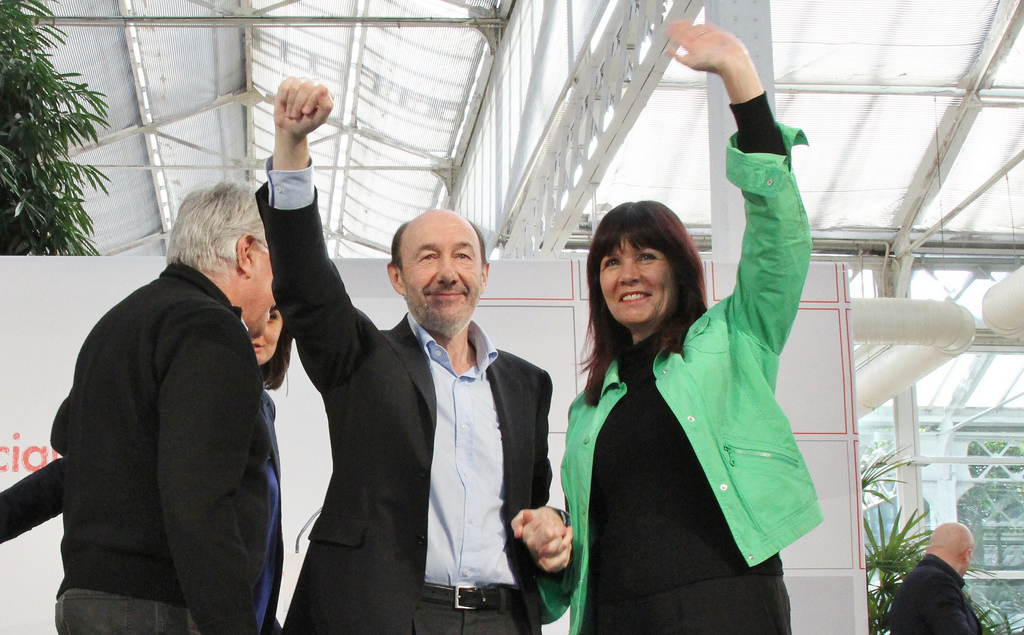
Micaela Navarro avec Alfredo Pérez Rubalcaba.

À l'occasion des élections législatives anticipées du 3 mars 1996, elle se présente pour l'un des quatre sièges au Sénat à pourvoir dans la province. Elle remporte 196 578 suffrages, soit le troisième meilleur résultat, ce qui assure son élection. Elle démissionne alors de son mandat municipal.
Elle est initialement désignée deuxième secrétaire de la commission de la Santé et membre de la commission du Travail. En 1997, elle les quitte pour devenir porte-parole des socialistes à la commission bicamérale des Droits des femmes. Cette même année, lors du XXXIVe congrès fédéral du PSOE, elle intègre la commission exécutive fédérale, dirigée par le nouveau secrétaire général Joaquín Almunia, en tant que secrétaire à la Participation des femmes.
Elle retourne à la commission sénatoriale du Travail en 1999.

### Passage au Congrès des députés
Pour les élections législatives du 12 mars 2000, le parti la place en tête de liste pour le Congrès des députés dans la province de Jaén ; la liste du Parti populaire (PP) est menée par le secrétaire d'État à l'Économie, Cristóbal Montoro.
Au Congrès des députés, elle commence par intégrer la commission de la Défense, la commission des Administrations publiques et la commission bicamérale des Droits des femmes, en tant que porte-parole socialiste. Au XXXVe congrès fédéral du PSOE, au mois de juillet, le nouveau secrétaire général José Luis Rodríguez Zapatero la reconduit, en tant que secrétaire à l'Égalité.
Au mois de septembre 2000, elle quitte les deux premières commissions et perd son poste de porte-parole dans la troisième.

### Membre du gouvernement d'Andalousie
Alors qu'elle est réélue au Congrès lors des élections du 14 mars 2004, remportées par les socialistes, elle démissionne après avoir été nommée, le 25 avril, conseillère à l'Égalité et au Bien-être social du gouvernement d'Andalousie, présidé par Manuel Chaves. Au mois de juillet suivant, elle quitte ses fonctions à la commission exécutive fédérale du parti pour intégrer le comité fédéral.
Élue députée au Parlement d'Andalousie – toujours dans la province de Jaén – au cours de l'élection régionale du 9 mars 2008, elle est maintenue dans ses fonctions exécutives. Lorsque José Antonio Griñán prend la succession de Chaves en avril 2009, il la reconduit.
Elle est cependant exclue du conseil de gouvernement andalou à la suite du scrutin du 25 mars 2012. Elle va alors prendre la présidence de la commission parlementaire de la Justice et de l'Intérieur, tout en faisant partie de la commission des Affaires européennes, qu'elle abandonne en 2013, et de la commission de l'Administration locale et des Relations institutionnelles.

### Cadre du PSOE andalou et national
Le 25 novembre 2013, elle est élue présidente du Parti socialiste ouvrier espagnol d'Andalousie (PSOE-A), tandis que la présidente de la Junte Susana Díaz prend la succession de Griñán au poste de secrétaire générale. À l'occasion du congrès fédéral extraordinaire du PSOE de juillet 2014, elle est élue le 27 présidente du parti, désormais dirigé par le secrétaire général Pedro Sánchez ; c'est ainsi la première fois qu'une femme préside le PSOE et un grand parti espagnol. Elle remet sa démission le 28 septembre 2016.

### Vie privée
Elle est mère de deux filles.